# Liga de Campeones de la CAF 2024-25
La Liga de Campeones de la CAF 2024-25, llamada oficialmente TotalEnergies CAF Champions League por razones de patrocinio, fue la 61.ª edición del torneo de fútbol a nivel de clubes más importante de África organizado por la Confederación Africana de Fútbol (CAF) y la 29.ª edición bajo el formato de Liga de Campeones de la CAF.
El campeón Pyramids FC, quien logró su primer título en la competición, clasificó automáticamente a la fase de grupos de la siguiente edición, además de enfrentar al campeón de la Copa Confederación de la CAF 2024-25 por la Supercopa de la CAF y la clasificación a la Copa Intercontinental de la FIFA 2025.

## Participantes
Participan 59 equipos de 48 asociaciones, los que aparecen en Negrita avanzan directamente a la segunda ronda:
| Asociación                      | Rank (Pts) | Equipo             | Clasificación                                                  |
| ------------------------------- | ---------- | ------------------ | -------------------------------------------------------------- |
| Egipto                          | 1 (184)    | Al Ahly            | Campeón defensor Campeón de la 2023–24 Egyptian Premier League |
| Egipto                          | 1 (184)    | Pyramids           | Subcampeón de la 2023–24 Egyptian Premier League               |
| Marruecos                       | 2 (148)    | Raja CA            | Campeón de la 2023–24 Botola                                   |
| Marruecos                       | 2 (148)    | FAR Rabat          | Subcampeón de la 2023–24 Botola                                |
| Argelia                         | 3 (119)    | MC Alger           | Campeón del 2023–24 Algerian Ligue Professionnelle 1           |
| Argelia                         | 3 (119)    | CR Belouizdad      | Subcampeón del 2023–24 Algerian Ligue Professionnelle 1        |
| Sudáfrica                       | 4 (106)    | Mamelodi Sundowns  | Campeón de la 2023–24 South African Premier Division           |
| Sudáfrica                       | 4 (106)    | Orlando Pirates    | Subcampeón de la 2023–24 South African Premier Division        |
| Túnez                           | 5 (97)     | Espérance de Tunis | Campeón de la 2023–24 Tunisian Ligue Professionnelle 1         |
| Túnez                           | 5 (97)     | US Monastir        | Subcampeón de la 2023–24 Tunisian Ligue Professionnelle 1      |
| Tanzania                        | 6 (71)     | Young Africans     | Campeón de la 2023–24 Tanzanian Premier League                 |
| Tanzania                        | 6 (71)     | Azam               | Subcampeón de la 2023–24 Tanzanian Premier League              |
| República Democrática del Congo | 7 (54)     | TP Mazembe         | Campeón de la Linafoot 2023-24                                 |
| República Democrática del Congo | 7 (54)     | AS Maniema Union   | Subcampeón de la Linafoot 2023-24                              |
| Angola                          | 8 (51.5)   | Petro de Luanda    | Campeón de la Girabola 2023                                    |
| Angola                          | 8 (51.5)   | Sagrada Esperança  | Subcampeón de la Girabola 2023                                 |
| Sudán                           | 9 (37)     | Al Hilal           | Campeón de la Sudan Premier League 2023                        |
| Sudán                           | 9 (37)     | Al Merrikh         | Subcampeón de la Sudan Premier League 2023                     |
| Libia                           | 10 (35)    | Al Nasr            | Campeón de la Libyan Premier League 2023-24                    |
| Libia                           | 10 (35)    | Al-Ahly Benghazi   | Subcampeón de la Libyan Premier League 2023-24                 |
| Costa de Marfil                 | 11 (30.5)  | San Pédro          | Campeón de la 2023–24 Côte d'Ivoire Ligue 1                    |
| Costa de Marfil                 | 11 (30.5)  | Stade d'Abidjan    | Subcampeón de la 2023–24 Côte d'Ivoire Ligue 1                 |
| Nigeria                         | 12 (25)    | Enugu Rangers      | Campeón de la 2023-24 Nigeria Premier Football League          |
| Nigeria                         | 12 (25)    | Remo Stars         | Subcampeón de la 2023-24 Nigeria Premier Football League       |

| Asociación               | Rank (Pts) | Equipo                  | Clasificación                                            |
| ------------------------ | ---------- | ----------------------- | -------------------------------------------------------- |
| Guinea                   | 13 (20.5)  | Milo                    | Campeón de la 2023–24 Guinée Championnat National        |
| Ghana                    | 14 (20)    | Samartex                | Campeón de la 2023–24 Ghana Premier League               |
| Mali                     | 15 (15)    | Djoliba                 | Campeón de la Malian Première Division 2023              |
| Camerún                  | 16 (11.5)  | Victoria United         | Campeón de la Elite One 2023                             |
| Mauritania               | 17 (10.5)  | FC Nouadhibou           | Campeón de la Super D1 2023-24                           |
| República del Congo      | 18 (9.5)   | AC Léopards             | Campeón de la Congo Ligue 1 2023                         |
| Botsuana                 | 19 (8)     | Jwaneng Galaxy          | Campeón de la 2023–24 Botswana Premier League            |
| Zambia                   | 20 (7.5)   | Red Arrows              | Campeón de la 2023–24 Zambia Super League                |
| Senegal                  | 21 (6)     | Teungueth               | Campeón de la Premier League de Senegal 2023-24          |
| Togo                     | T-22 (4)   | ASKO Kara               | Campeón del Togolese Championnat National 2023-24        |
| Uganda                   | T-22 (4)   | SC Villa                | Campeón de la 2023–24 Uganda Premier League              |
| Suazilandia              | T-24 (1.5) | Mbabane Swallows        | Campeón de la Premier League de Suazilandia 2023-24      |
| Níger                    | T-24 (1.5) | ASGNN                   | Campeón de la Premier League de Níger 2023-24            |
| Burkina Faso             | T-26 (1)   | AS Douanes              | Campeón de la Premier League de Burkina Faso 2023-24     |
| Zimbabue                 | T-26 (1)   | Ngezi Platinum          | Campeón de la 2023 Zimbabwe Premier Soccer League        |
| Benín                    | 28 (0.5)   | Coton FC                | Campeón de la Premier League de Benín 2023-24            |
| Burundi                  | —          | Vital'O                 | Campeón de la Premier League de Burundi 2023-24          |
| República Centroafricana | —          | Red Star de Bangui      | Subcampeón de la Central African Republic League 2023-24 |
| Chad                     | —          | AS PSI                  | Campeón de la Premier League de Chad 2023                |
| Comoras                  | —          | US Zilimadjou           | Campeón de la Premier League de Comoras 2023             |
| Yibuti                   | —          | Arta/Solar7             | Campeón de la Premier League de Yibuti 2023-24           |
| Guinea Ecuatorial        | —          | Deportivo Mongomo       | Campeón de la Primera División de Guinea Ecuatorial 2023 |
| Etiopía                  | —          | CBE                     | Campeón de la 2023–24 Ethiopian Premier League           |
| Kenia                    | —          | Gor Mahia               | Campeón de la FKF Premier League 2023                    |
| Liberia                  | —          | Watanga                 | Campeón de la Liberian First Division 2023               |
| Madagascar               | —          | Disciples FC            | Campeón de la Malagasy Pro League 2023                   |
| Malaui                   | —          | Nyasa Big Bullets       | Campeón de la Super League of Malawi 2023-24             |
| Mozambique               | —          | Ferroviário da Beira    | Campeón de la Moçambola 2023                             |
| Namibia                  | —          | African Stars           | Campeón de la Namibia Premier Football League 2023-24    |
| Ruanda                   | —          | APR                     | Campeón de la Premier League de Ruanda 2023-24           |
| Seychelles               | —          | Saint Louis Suns United | Campeón de la Premier League de Seychelles 2023          |
| Sierra Leona             | —          | Bo Rangers              | Campeón de la Sierra Leone National Premier League 2023  |
| Somalia                  | —          | Dekedaha                | Campeón de la Somali First Division 2023-24              |
| Sudán del Sur            | —          | El-Merreikh Bentiu      | Campeón del South Sudan Football Championship 2023       |
| Zanzíbar                 | —          | JKU                     | Campeón de la Premier League de Zanzíbar 2023-24         |

Asociaciones que no enviaron equipo
- Cabo Verde
- Eritrea
- Gabón
- Gambia
- Guinea-Bisáu
- Lesoto
- Mauricio
- Reunión
- Santo Tomé y Príncipe

## Resultados

### Primera ronda
| Equipo 1                   | Agr.         | Equipo 2             | Ida | Vuelta |
| -------------------------- | ------------ | -------------------- | --- | ------ |
| El-Merreikh Bentiu         | 2–5          | Gor Mahia FC         | 1–0 | 1–5    |
| Arta/Solar7                | 4–5          | Dekedaha FC          | 0–2 | 4–3    |
| SC Villa                   | 2–3          | CBE SA               | 1–2 | 1–1    |
| Vital'O FC                 | 0–10         | Young Africans SC    | 0–4 | 0–6    |
| Azam FC                    | 1–2          | APR FC               | 1–0 | 0–2    |
| JKU SC                     | 1–9          | Pyramids FC          | 0–6 | 1–3    |
| Mbabane Swallows           | 1–0          | Ferroviário da Beira | 1–0 | 0–0    |
| Ngezi Platinum FC          | 0–0 (3-4 p.) | AS Maniema Union     | 0–0 | 0–0    |
| Nyasa Big Bullets          | 2–3          | Red Arrows FC        | 2–1 | 0–2    |
| African Stars FC           | 1–1 (5-6 p.) | Jwaneng Galaxy FC    | 1–0 | 0–1    |
| Disciples FC               | 0–4          | Orlando Pirates      | 0–0 | 0–4    |
| US Zilimadjou              | 1–2          | Enugu Rangers        | 0–1 | 1–1    |
| Saint Louis Suns United FC | 0–4          | GD Sagrada Esperança | 0–1 | 0–3    |
| AS Douanes Ouagadougou     | 1–1 (v.)     | Coton FC             | 0–0 | 1–1    |
| AC Léopards                | 0–3          | CR Belouizdad        | 0–2 | 0–1    |
| Victoria United FC         | 0–2          | Samartex             | 0–1 | 0–1    |
| ASGNN                      | 1–7          | Raja Casablanca      | 1–2 | 0–2    |
| AS PSI                     | 0–3          | US Monastir          | 0–1 | 0–2    |
| Watanga FC                 | 0–4          | MC Alger             | 0–2 | 0–2    |
| Red Star de Bangui         | w.o.         | Djoliba AC           | 0–0 | –      |
| Deportivo Mongomo          | 2–3          | ASKO Kara            | 2–2 | 0–1    |
| Stade d'Abidjan            | 2–2 (5-4 p.) | Teungueth FC         | 1–1 | 1–1    |
| Milo FC                    | 1–1 (v.)     | FC Nouadhibou        | 0–0 | 1–1    |
| Bo Rangers FC              | 1–2          | FC San Pédro         | 1–1 | 0–1    |
| Al-Ahly Benghazi           | 1–2          | Al-Hilal Omdurmán    | 0–1 | 1–1    |
| Al-Nasr Benghazi           | 0–2          | Al-Merrikh SC        | 0–0 | 0–2    |
| Remo Stars FC              | 2–3          | FAR Rabat            | 2–1 | 0–2    |

### Segunda ronda
| Equipo 1               | Agr.         | Equipo 2             | Ida | Vuelta |
| ---------------------- | ------------ | -------------------- | --- | ------ |
| Gor Mahia FC           | 0–6          | Al-Ahly SC           | 0–3 | 0–3    |
| Dekedaha FC            | 1–12         | ES Tunis             | 1–4 | 0–8    |
| CBE SA                 | 0–7          | Young Africans SC    | 0–1 | 0–6    |
| APR FC                 | 2–4          | Pyramids FC          | 1–1 | 1–3    |
| Mbabane Swallows       | 0–8          | Mamelodi Sundowns    | 0–4 | 0–4    |
| AS Maniema Union       | 2–1          | Petro Atlético       | 2–1 | 0–0    |
| Red Arrows FC          | 1–4          | TP Mazembe           | 0–2 | 1–2    |
| Jwaneng Galaxy FC      | 0–3          | Orlando Pirates      | 0–2 | 0–1    |
| Enugu Rangers          | 2–3          | GD Sagrada Esperança | 1–0 | 1–3    |
| AS Douanes Ouagadougou | 1–1 (3-4 p.) | CR Belouizdad        | 1–0 | 0–1    |
| Samartex               | 2–4          | Raja Casablanca      | 2–2 | 0–2    |
| US Monastir            | 1–2          | MC Alger             | 1–0 | 0–2    |
| Djoliba AC             | 2–0          | ASKO Kara            | 1–0 | 1–0    |
| Stade d'Abidjan        | 3–2          | Milo FC              | 2–0 | 1–2    |
| FC San Pédro           | 2–3          | Al-Hilal Omdurmán    | 2–2 | 0–1    |
| Al-Merrikh SC          | 2–4          | FAR Rabat            | 2–2 | 0–2    |

## Sorteo
El sorteo de la fase de grupos se celebró el 7 de octubre de 2024 a las 11:00 GMT (14:00 UTC+3), en El Cairo, Egipto. Los 16 ganadores de la fase previa de la Liga de Campeones de la CAF TotalEnergies, se dividieron en cuatro grupos de cuatro.
En cada grupo, los equipos juegan unos contra otros en casa y fuera en un formato de todos contra todos. Los ganadores de grupo y los subcampeones avanzan a la ronda de cuartos de final. En cursiva los equipos debutantes.
| Bombo 1 | Bombo 1            | Bombo 1 | Bombo 2 | Bombo 2           | Bombo 2 | Bombo 3 | Bombo 3              | Bombo 3 | Bombo 4 | Bombo 4          | Bombo 4 |
| N°.     | Equipo             | Pts     | N°.     | Equipo            | Pts     | N°.     | Equipo               | Pts     | N°.     | Equipo           | Pts     |
| ------- | ------------------ | ------- | ------- | ----------------- | ------- | ------- | -------------------- | ------- | ------- | ---------------- | ------- |
| 1       | Al Ahly            | 87.0    | 5       | CR Belouizdad     | 37.0    | 9       | Al Hilal             | 25.0    | 13      | MC Alger         | 6.0     |
| 2       | Espérance de Tunis | 61.0    | 6       | Raja Casablanca   | 35.0    | 10      | Orlando Pirates      | 16.0    | 14      | Djoliba AC       | 1.0     |
| 3       | Mamelodi Sundowns  | 54.0    | 7       | Young Africans SC | 31.0    | 11      | GD Sagrada Esperança | 8.0     | 15      | Stade d'Abidjan  | 0.0     |
| 4       | TP Mazembe         | 38.0    | 8       | Pyramids          | 29.0    | 12      | FAR Rabat            | 8.0     | 16      | AS Maniema Union | 0.0     |

## Fase de grupos

### Grupo A
| Pos. | Equipo         | Pts. | PJ | G | E | P | GF | GC | Dif. | Clasificación    |     | HIL | USM | YNG | TPM |
| ---- | -------------- | ---- | -- | - | - | - | -- | -- | ---- | ---------------- | --- | --- | --- | --- | --- |
| 1    | Al Hilal       | 10   | 6  | 3 | 1 | 2 | 6  | 7  | −1   | Cuartos de final |     | —   | 1–1 | 0–1 | 2–1 |
| 2    | USM Alger      | 9    | 6  | 2 | 3 | 1 | 4  | 2  | +2   | Cuartos de final |     | 0–1 | —   | 2–0 | 1–0 |
| 3    | Young Africans | 8    | 6  | 2 | 2 | 2 | 5  | 6  | −1   |                  |     | 0–2 | 0–0 | —   | 3–1 |
| 4    | TP Mazembe     | 5    | 6  | 1 | 2 | 3 | 6  | 6  | 0    |                  | 4–0 | 0–0 | 1–1 | —   |     |

 Fuente: CAF
Criterios de clasificación: 
| 26 de noviembre de 2024 | TP Mazembe | 0:0     | MC Alger | Estadio TP Mazembe, Lubumbashi |                              |
| 15:00 UTC+02:00         |            | Reporte |          | Árbitro(s): Patrice Milazare   | Árbitro(s): Patrice Milazare |

| 26 de noviembre de 2024 | Young Africans | 0:2     | Al Hilal                     | Estadio Nacional Benjamin Mkapa, Dar es Salaam |                           |
| 16:00 UTC+03:00         |                | Reporte | - Coulibaly 63' - Muzmel 90' | Árbitro(s): Samir Guezzaz                      | Árbitro(s): Samir Guezzaz |

| 7 de diciembre de 2024 | MC Alger                         | 2:0     | Young Africans | Estadio 5 de julio de 1962, Algiers |                               |
| 20:00 UTC+01:00        | - Abdellaoui 64' - Bayazid 90+5' | Reporte |                | Árbitro(s): Daniel Nii Laryea       | Árbitro(s): Daniel Nii Laryea |

| 8 de diciembre de 2024 | Al Hilal                                     | 2:1     | TP Mazembe   | Estadio Cheikha Ould Boïdiya, Nouakchott, Mauritania |                       |
| 19:00 UTC+00:00        | - Abdelrahman 22' (pen.) - Girumugisha 90+1' | Reporte | - Kabwit 64' | Árbitro(s): Amin Omar                                | Árbitro(s): Amin Omar |

| 14 de diciembre de 2024 | TP Mazembe   | 1:1     | Young Africans | Estadio TP Mazembe, Lubumbashi     |                                    |
| 15:00 UTC+02:00         | - Fofana 41' | Reporte | - Dube 90+4'   | Árbitro(s): Ibrahim Kalilou Traoré | Árbitro(s): Ibrahim Kalilou Traoré |

| 14 de diciembre de 2024 | MC Alger | 0:1     | Al Hilal        | Estadio 5 de julio de 1962, Algiers    |                                        |
| 20:00 UTC+01:00         |          | Reporte | - G. Fofana 76' | Árbitro(s): Djindo Louis Houngnandande | Árbitro(s): Djindo Louis Houngnandande |

| 4 de enero de 2025 | Young Africans                 | 3:1     | TP Mazembe        | Estadio Nacional Benjamin Mkapa, Dar es Salaam |                             |
| 16:00 UTC+03:00    | - Mzize 33', 60' - Aziz Ki 56' | Reporte | - Faty 16' (pen.) | Árbitro(s): Ahmad Heeralall                    | Árbitro(s): Ahmad Heeralall |

| 5 de enero de 2025 | Al Hilal          | 1:1     | MC Alger     | Estadio Cheikha Ould Boïdiya, Nouakchott, Mauritania |                                    |
| 19:00 UTC+00:00    | - Girumugisha 78' | Reporte | - Bayazid 5' | Árbitro(s): Ibrahim Kalilou Traoré                   | Árbitro(s): Ibrahim Kalilou Traoré |

| 10 de enero de 2025 | MC Alger            | 1:0     | TP Mazembe | Estadio 5 de julio de 1962, Algiers |                          |
| 20:00 UTC+01:00     | - Bouras 36' (pen.) | Reporte |            | Árbitro(s): Abongile Tom            | Árbitro(s): Abongile Tom |

| 12 de enero de 2025 | Al Hilal | 0:1     | Young Africans | Estadio Cheikha Ould Boïdiya, Nouakchott, Mauritania |                             |
| 19:00 UTC+00:00     |          | Reporte | - Aziz Ki 7'   | Árbitro(s): Samuel Uwikunda                          | Árbitro(s): Samuel Uwikunda |

| 18 de enero de 2025 | TP Mazembe                                               | 4:0     | Al Hilal | Estadio TP Mazembe, Lubumbashi |                         |
| 15:00 UTC+02:00     | - Diouf 21' - Keita 29' - Ngimbi 58' - Shaibu 89' (pen.) | Reporte |          | Árbitro(s): Jalal Jayed        | Árbitro(s): Jalal Jayed |

| 18 de enero de 2025 | Young Africans | 0:0     | MC Alger | Estadio Nacional Benjamin Mkapa, Dar es Salaam |                              |
| 16:00 UTC+03:00     |                | Reporte |          | Árbitro(s): Patrice Milazare                   | Árbitro(s): Patrice Milazare |

### Grupo B
| Pos. | Equipo            | Pts. | PJ | G | E | P | GF | GC | Dif. | Clasificación    |     | FAR | MSD | RCA | MAN |
| ---- | ----------------- | ---- | -- | - | - | - | -- | -- | ---- | ---------------- | --- | --- | --- | --- | --- |
| 1    | FAR Rabat         | 10   | 6  | 2 | 4 | 0 | 8  | 4  | +4   | Cuartos de final |     | —   | 1–1 | 1–1 | 2–0 |
| 2    | Mamelodi Sundowns | 9    | 6  | 2 | 3 | 1 | 5  | 4  | +1   | Cuartos de final |     | 1–1 | —   | 1–0 | 0–0 |
| 3    | Raja Casablanca   | 8    | 6  | 2 | 2 | 2 | 4  | 5  | −1   |                  |     | 0–2 | 1–0 | —   | 1–0 |
| 4    | AS Maniema Union  | 3    | 6  | 0 | 3 | 3 | 3  | 6  | −3   |                  | 1–1 | 1–2 | 1–1 | —   |     |

 Fuente: CAF
Criterios de clasificación: 
| 26 de noviembre de 2024 | Mamelodi Sundowns | 0:0     | AS Maniema Union | Estadio Loftus Versfeld, Pretoria |                             |
| 18:00 UTC+02:00         |                   | Reporte |                  | Árbitro(s): Mohamed Maarouf       | Árbitro(s): Mohamed Maarouf |

| 26 de noviembre de 2024 | Raja CA | 0:2     | FAR Rabat                    | Estadio Larbi Zaouli, Casablanca |                     |
| 20:00 UTC+01:00         |         | Reporte | - Coulibaly 63' - Muzmel 90' | Árbitro(s): Issa Sy              | Árbitro(s): Issa Sy |

| 7 de diciembre de 2024 | AS Maniema Union                 | 1:1     | Raja CA | Estadio de los Mártires, Kinsasa |                            |
| 14:00 UTC+01:00        | - Abdellaoui 64' - Bayazid 90+5' | Reporte |         | Árbitro(s): Mahmood Ismail       | Árbitro(s): Mahmood Ismail |

| 7 de diciembre de 2024 | FAR Rabat                                    | 1:1     | Mamelodi Sundowns | Estadio El Abdi, El Jadida |                          |
| 20:00 UTC+01:00        | - Abdelrahman 22' (pen.) - Girumugisha 90+1' | Reporte | - Kabwit 64'      | Árbitro(s): Dahane Beida   | Árbitro(s): Dahane Beida |

| 14 de diciembre de 2024 | AS Maniema Union | 1:1     | FAR Rabat    | Estadio de los Mártires, Kinsasa  |                                   |
| 14:00 UTC+01:00         | - Fofana 41'     | Reporte | - Dube 90+4' | Árbitro(s): Omar Abdulkadir Artan | Árbitro(s): Omar Abdulkadir Artan |

| 15 de diciembre de 2024 | Mamelodi Sundowns | 1:0     | Raja CA | Estadio Loftus Versfeld, Pretoria, Sudáfrica |                          |
| 15:00 UTC+02:00         | - Rayners 65'     | Reporte |         | Árbitro(s): Pierre Atcho                     | Árbitro(s): Pierre Atcho |

| 4 de enero de 2025 | FAR Rabat                            | 2:0     | AS Maniema Union | Estadio El Abdi, El Jadida   |                              |
| 20:00 UTC+01:00    | - Aït Ouarkhane 12' - Zouhzouh 45+3' | Reporte |                  | Árbitro(s): Georges Gatogato | Árbitro(s): Georges Gatogato |

| 4 de enero de 2025 | Raja CA         | 1:0     | Mamelodi Sundowns | Estadio Larbi Zaouli, Casablanca    |                                     |
| 20:00 UTC+01:00    | - Benamar 45+2' | Reporte |                   | Árbitro(s): Abdel Aziz Mohamed Bouh | Árbitro(s): Abdel Aziz Mohamed Bouh |

| 11 de enero de 2025 | AS Maniema Union | 1:2     | Mamelodi Sundowns                     | Estadio de los Mártires, Kinsasa |                     |
| 14:00 UTC+01:00     | - Kitambala 38'  | Reporte | - Shalulile 83' - Moanda 90+5' (a.g.) | Árbitro(s): Issa Sy              | Árbitro(s): Issa Sy |

| 11 de enero de 2025 | FAR Rabat          | 1:1     | Raja CA               | Estadio d'Honneur (Mequinez), El Jadida |                             |
| 20:00 UTC+01:00     | - Zniti 40' (a.g.) | Reporte | - Zerhouni 77' (pen.) | Árbitro(s): Mohamed Maarouf             | Árbitro(s): Mohamed Maarouf |

| 19 de enero de 2025 | Mamelodi Sundowns | 1:1     | FAR Rabat      | Estadio Loftus Versfeld, Pretoria |                          |
| 15:00 UTC+02:00     | - Shalulile 12'   | Reporte | - Zouhzouh 83' | Árbitro(s): Peter Waweru          | Árbitro(s): Peter Waweru |

| 19 de enero de 2025 | Raja CA                 | 1:0     | AS Maniema Union | Estadio Larbi Zaouli, Casablanca  |                                   |
| 20:00 UTC+01:00     | - Ennafati 45+5' (pen.) | Reporte |                  | Árbitro(s): Andofetra Rakotojaona | Árbitro(s): Andofetra Rakotojaona |

### Grupo C
| Pos. | Equipo          | Pts. | PJ | G | E | P | GF | GC | Dif. | Clasificación    |     | OPI | AHL | CRB | SAB |
| ---- | --------------- | ---- | -- | - | - | - | -- | -- | ---- | ---------------- | --- | --- | --- | --- | --- |
| 1    | Orlando Pirates | 14   | 6  | 4 | 2 | 0 | 10 | 4  | +6   | Cuartos de final |     | —   | 0–0 | 2–1 | 3–0 |
| 2    | Al Ahly         | 10   | 6  | 3 | 1 | 2 | 14 | 7  | +7   | Cuartos de final |     | 1–2 | —   | 6–1 | 4–2 |
| 3    | CR Belouizdad   | 9    | 6  | 3 | 0 | 3 | 10 | 10 | 0    |                  |     | 1–2 | 1–0 | —   | 6–0 |
| 4    | Stade d'Abidjan | 1    | 6  | 0 | 1 | 5 | 4  | 20 | −16  |                  | 1–1 | 1–3 | 0–1 | —   |     |

 Fuente: CAF
Criterios de clasificación: 
| 26 de noviembre de 2024 | Al Ahly                                        | 4:2     | Stade d'Abidjan         | Estadio Internacional de El Cairo, El Cairo |                                    |
| 18:00 UTC+02:00         | - Kahraba 14', 48' - Afsha 21' - El Shahat 26' | Reporte | - Koné 30' - Assalé 55' | Árbitro(s): Patrice Tanguy Mebiame          | Árbitro(s): Patrice Tanguy Mebiame |

| 26 de noviembre de 2024 | CR Belouizdad | 1:2     | Orlando Pirates | Estadio 5 de julio de 1962, Algiers   |                                       |
| 20:00 UTC+01:00         | - Mayo 66'    | Reporte | - Nkota 5', 27' | Árbitro(s): Jean Jacques Ndala Ngambo | Árbitro(s): Jean Jacques Ndala Ngambo |

| 7 de diciembre de 2024 | Orlando Pirates | 0:0     | Al Ahly | Estadio Orlando, Johannesburg       |                                     |
| 15:00 UTC+02:00        |                 | Reporte |         | Árbitro(s): Abdel Aziz Mohamed Bouh | Árbitro(s): Abdel Aziz Mohamed Bouh |

| 7 de diciembre de 2024 | Stade d'Abidjan | 0:1     | CR Belouizdad | Estadio Houphouët-Boigny, Abidjan   |                                     |
| 16:00 UTC+00:00        |                 | Reporte | - Mahious 71' | Árbitro(s): Ahmad Imtehaz Heeralall | Árbitro(s): Ahmad Imtehaz Heeralall |

| 14 de diciembre de 2024 | Stade d'Abidjan | 1:1     | Orlando Pirates        | Estadio Houphouët-Boigny, Abidjan |                         |
| 16:00 UTC+00:00         | - Méité 53'     | Reporte | - Makgopa 45+3' (pen.) | Árbitro(s): Jalal Jayed           | Árbitro(s): Jalal Jayed |

| 22 de diciembre de 2024 | Al Ahly                                                             | 6:1     | CR Belouizdad | Estadio Internacional de El Cairo, El Cairo |                         |
| 18:00 UTC+02:00         | - Abou Ali 45+3', 51', 84' - El Shahat 56' - Tau 86' - Ashour 90+3' | Reporte | - Mahious 21' | Árbitro(s): Sadok Selmi                     | Árbitro(s): Sadok Selmi |

| 3 de enero de 2025 | CR Belouizdad  | 1:0     | Al Ahly | Estadio 5 de julio de 1962, Algiers |                                   |
| 20:00 UTC+01:00    | - Khacef 90+1' | Reporte |         | Árbitro(s): Omar Abdulkadir Artan   | Árbitro(s): Omar Abdulkadir Artan |

| 4 de enero de 2025 | Orlando Pirates                              | 3:0     | Stade d'Abidjan | Estadio Orlando, Johannesburg |                              |
| 18:00 UTC+02:00    | - Mofokeng 22' - Maswanganyi 50' - Hotto 85' | Reporte |                 | Árbitro(s): Georges Gatogato  | Árbitro(s): Georges Gatogato |

| 11 de enero de 2025 | Stade d'Abidjan | 1:3     | Al Ahly                  | Estadio Houphouët-Boigny, Abidjan |                           |
| 16:00 UTC+00:00     | - Kore 26'      | Reporte | - Ashour 53', 73', 90+5' | Árbitro(s): Boubou Traoré         | Árbitro(s): Boubou Traoré |

| 12 de enero de 2025 | Orlando Pirates             | 2:1     | CR Belouizdad   | Estadio Orlando, Johannesburg |                               |
| 15:00 UTC+02:00     | - Mofokeng 20' - Mbatha 61' | Reporte | - Benguit 90+2' | Árbitro(s): Daniel Nii Laryea | Árbitro(s): Daniel Nii Laryea |

| 18 de enero de 2025 | Al Ahly         | 1:2     | Orlando Pirates             | Estadio Internacional de El Cairo, El Cairo |                                    |
| 18:00 UTC+02:00     | - El Shahat 69' | Reporte | - Mofokeng 53' - Mabaso 83' | Árbitro(s): Babacar Sarr (referee)          | Árbitro(s): Babacar Sarr (referee) |

| 18 de enero de 2025 | CR Belouizdad                                                                | 6:0     | Stade d'Abidjan | Estadio 5 de julio de 1962, Algiers |                                   |
| 17:00 UTC+01:00     | - Meziane 17' - Belkhir 27', 36' - Mahious 49' - Hamroune 87' - Zerrouki 90' | Reporte |                 | Árbitro(s): Alhadi Allaou Mahamat   | Árbitro(s): Alhadi Allaou Mahamat |

### Grupo D
| Pos. | Equipo             | Pts. | PJ | G | E | P | GF | GC | Dif. | Clasificación    |     | EST | PYR | GDS | DAC |
| ---- | ------------------ | ---- | -- | - | - | - | -- | -- | ---- | ---------------- | --- | --- | --- | --- | --- |
| 1    | Espérance de Tunis | 13   | 6  | 4 | 1 | 1 | 12 | 3  | +9   | Cuartos de final |     | —   | 2–0 | 4–1 | 4–0 |
| 2    | Pyramids           | 13   | 6  | 4 | 1 | 1 | 14 | 4  | +10  | Cuartos de final |     | 2–1 | —   | 5–1 | 6–0 |
| 3    | Sagrada Esperança  | 5    | 6  | 1 | 2 | 3 | 3  | 10 | −7   |                  |     | 0–0 | 0–1 | —   | 1–0 |
| 4    | Djoliba AC         | 2    | 6  | 0 | 2 | 4 | 0  | 12 | −12  |                  | 0–1 | 0–0 | 0–0 | —   |     |

 Fuente: CAF
Criterios de clasificación: 
Notas:
1. 1 2  Diferencia de goles en enfrentamientos directos entre ellos. Espérance +1, Pyramids –1.

| 26 de noviembre de 2024 | Pyramids                                            | 5:1     | Sagrada Esperança | Estadio 30 de Junio, El Cairo          |                                        |
| 18:00 UTC+02:00         | - Adel 17', 73' - Hamdy 50' - Mayele 77' - Atef 89' | Reporte | - Cachí 90+2'     | Árbitro(s): Djindo Louis Houngnandande | Árbitro(s): Djindo Louis Houngnandande |

| 26 de noviembre de 2024 | Espérance de Tunis                                          | 4:0     | Djoliba AC | Estadio Olímpico de Radès, Radès, Túnez |                          |
| 20:00 UTC+01:00         | - Bouchniba 4' - Mokwana 40' - Bouguerra 76' - Maacha 90+5' | Reporte |            | Árbitro(s): Abongile Tom                | Árbitro(s): Abongile Tom |

| 6 de diciembre de 2024 | Sagrada Esperança | 0:0     | Espérance de Tunis | Estadio 11 de Noviembre, Talatona, Angola |                                   |
| 17:00 UTC+01:00        |                   | Reporte |                    | Árbitro(s): Omar Abdulkadir Artan         | Árbitro(s): Omar Abdulkadir Artan |

| 8 de diciembre de 2024 | Djoliba AC | 0:0     | Pyramids | Estadio del 26 de Marzo, Bamako   |                                   |
| 16:00 UTC+00:00        |            | Reporte |          | Árbitro(s): Alhadi Allaou Mahamat | Árbitro(s): Alhadi Allaou Mahamat |

| 14 de diciembre de 2024 | Espérance de Tunis            | 2:0     | Pyramids | Estadio Olímpico de Radès, Radès, Túnez |                                       |
| 20:00 UTC+01:00         | - Belaïli 36' - Mokwana 45+3' | Reporte |          | Árbitro(s): Pacifique Ndabihawenimana   | Árbitro(s): Pacifique Ndabihawenimana |

| 15 de diciembre de 2024 | Djoliba AC | 0:0     | Sagrada Esperança | Estadio del 26 de Marzo, Bamako |                              |
| 16:00 UTC+00:00         |            | Reporte |                   | Árbitro(s): Lahlou Benbraham    | Árbitro(s): Lahlou Benbraham |

| 5 de enero de 2025 | Sagrada Esperança | 1:0     | Djoliba AC | Estadio 11 de Noviembre, Talatona, Angola |                                |
| 17:00 UTC+01:00    | - Mussá 32'       | Reporte |            | Árbitro(s): Kech Chaf Mustapha            | Árbitro(s): Kech Chaf Mustapha |

| 5 de enero de 2025 | Pyramids                 | 2:1     | Espérance de Tunis | Estadio 30 de Junio, El Cairo              |                                            |
| 18:00 UTC+02:00    | - Fathi 90' - Adel 90+3' | Reporte | - Belaïli 56'      | Árbitro(s): Messie Jessie Nkounkou Mvoutou | Árbitro(s): Messie Jessie Nkounkou Mvoutou |

| 11 de enero de 2025 | Sagrada Esperança | 0:1     | Pyramids      | Estadio 11 de Noviembre, Talatona, Angola |                                   |
| 17:00 UTC+01:00     |                   | Reporte | - Hamdy 90+4' | Árbitro(s): Alhadi Allaou Mahamat         | Árbitro(s): Alhadi Allaou Mahamat |

| 12 de enero de 2025 | Djoliba AC | 0:1     | Espérance de Tunis | Estadio del 26 de Marzo, Bamako |                          |
| 16:00 UTC+00:00     |            | Reporte | - Hamdy 90+4'      | Árbitro(s): Pierre Atcho        | Árbitro(s): Pierre Atcho |

| 18 de enero de 2025 | Espérance de Tunis                | 4:1     | Sagrada Esperança | Estadio Olímpico de Radès, Radès, Túnez |                            |
| 20:00 UTC+01:00     | - Jabri 16', 55', 59' - Sasse 22' | Reporte | - Dabanda 45+2'   | Árbitro(s): Adalbert Diouf              | Árbitro(s): Adalbert Diouf |

| 18 de enero de 2025 | Pyramids                                                                         | 6:0     | Djoliba AC | Estadio 30 de Junio, El Cairo |                            |
| 21:00 UTC+02:00     | - Awujoola 2' - Hamdy 10' - Fathi 53' - Sobhi 63' (pen.) - Magdy 66' - Obama 77' | Reporte |            | Árbitro(s): Mahmood Ismail    | Árbitro(s): Mahmood Ismail |

## Fase final

### Equipos clasificados
| Grupo | Primeros           | Segundos          |
| ----- | ------------------ | ----------------- |
| A     | Al Hilal           | USM Alger         |
| B     | FAR Rabat          | Mamelodi Sundowns |
| C     | Orlando Pirates    | Al-Ahly           |
| D     | Espérance de Tunis | Pyramids          |

El sorteo se celebró el 20 de febrero de 2025 a las 18:00 AST (UTC+3) en la sede de la cadena televisiva bein Sports en Doha, Catar.

### Cuadro de desarrollo
|  | Cuartos de final   | Cuartos de final | Cuartos de final | Cuartos de final |   |                       | Semifinales | Semifinales | Semifinales | Semifinales |  |                   | Final | Final | Final | Final |  |
|  |                    |                  |                  |                  |   |                       |             |             |             |             |  |                   |       |       |       |       |  |
|  |                    |                  |                  |                  |   |                       |             |             |             |             |  |                   |       |       |       |       |  |
|  | Mamelodi Sundowns  | 1                | 0                | 1                |   |                       |             |             |             |             |  |                   |       |       |       |       |  |
|  | Mamelodi Sundowns  | 1                | 0                | 1                |   |                       |             |             |             |             |  |                   |       |       |       |       |  |
|  | Espérance de Tunis | 0                | 0                | 0                |   |                       |             |             |             |             |  |                   |       |       |       |       |  |
|  | Espérance de Tunis | 0                | 0                | 0                |   | Mamelodi Sundowns (v) | 0           | 1           | 1           |             |  |                   |       |       |       |       |  |
|  |                    |                  |                  |                  |   | Mamelodi Sundowns (v) | 0           | 1           | 1           |             |  |                   |       |       |       |       |  |
|  |                    |                  | Al-Ahly          | 0                | 1 | 1                     |             |             |             |             |  |                   |       |       |       |       |  |
|  | Al-Ahly            | 1                | Al-Ahly          | 0                | 1 | 1                     | 1           | 2           |             |             |  |                   |       |       |       |       |  |
|  | Al-Ahly            | 1                |                  |                  |   |                       |             |             |             |             |  |                   |       |       |       |       |  |
|  | Al Hilal           | 0                | 0                | 0                |   |                       |             |             |             |             |  |                   |       |       |       |       |  |
|  | Al Hilal           | 0                | 0                | 0                |   |                       |             |             |             |             |  | Mamelodi Sundowns | 1     | 1     | 2     |       |  |
|  |                    |                  |                  |                  |   |                       |             |             |             |             |  | Mamelodi Sundowns | 1     | 1     | 2     |       |  |
|  |                    |                  | Pyramids         | 1                | 2 | 3                     |             |             |             |             |  |                   |       |       |       |       |  |
|  | USM Alger          | 0                | Pyramids         | 1                | 2 | 3                     | 0           | 0           |             |             |  |                   |       |       |       |       |  |
|  | USM Alger          | 0                |                  |                  |   |                       |             |             |             |             |  |                   |       |       |       |       |  |
|  | Orlando Pirates    | 1                | 0                | 1                |   |                       |             |             |             |             |  |                   |       |       |       |       |  |
|  | Orlando Pirates    | 1                | 0                | 1                |   | Orlando Pirates       | 0           | 2           | 2           |             |  |                   |       |       |       |       |  |
|  |                    |                  |                  |                  |   | Orlando Pirates       | 0           | 2           | 2           |             |  |                   |       |       |       |       |  |
|  |                    |                  | Pyramids         | 0                | 3 | 3                     |             |             |             |             |  |                   |       |       |       |       |  |
|  | Pyramids           | 4                | Pyramids         | 0                | 3 | 3                     | 0           | 4           |             |             |  |                   |       |       |       |       |  |
|  | Pyramids           | 4                |                  |                  |   |                       |             |             |             |             |  |                   |       |       |       |       |  |
|  | FAR Rabat          | 1                | 2                | 3                |   |                       |             |             |             |             |  |                   |       |       |       |       |  |
|  | FAR Rabat          | 1                | 2                | 3                |   |                       |             |             |             |             |  |                   |       |       |       |       |  |
|  |                    |                  |                  |                  |   |                       |             |             |             |             |  |                   |       |       |       |       |  |

### Cuartos de final
| 1 de abril de 2025 | Mamelodi Sundowns | 1:0     | Espérance de Tunis | Estadio Loftus Versfeld, Pretoria, Sudáfrica                          |                                                                       |
| 15:00              | - Shalulile 54'   | Reporte |                    | Asistencia: 20 000 espectadores Árbitro(s): Jean-Jacques Ndala Ngambo | Asistencia: 20 000 espectadores Árbitro(s): Jean-Jacques Ndala Ngambo |

| 8 de abril de 2025 | Espérance de Tunis | 0:0     | Mamelodi Sundowns | Estadio Olímpico de Radès, Radès, [Túnez]]          |                                                     |
| 20:00              |                    | Reporte |                   | Asistencia: 50 000 espectadores Árbitro(s): Issa Sy | Asistencia: 50 000 espectadores Árbitro(s): Issa Sy |

| 1 de abril de 2025 | Al-Ahly    | 1:0     | Al Hilal | Estadio Internacional de El Cairo, El Cairo, Egipto               |                                                                   |
| 21:00              | - Hany 11' | Reporte |          | Asistencia: 30 000 espectadores Árbitro(s): Alhadi Allaou Mahamat | Asistencia: 30 000 espectadores Árbitro(s): Alhadi Allaou Mahamat |

| 8 de abril de 2025 | Al Hilal | 0:1     | Al-Ahly      | Estadio Cheikha Ould Boïdiya, Nuakchot, Mauritania      |                                                         |
| 19:00              |          | Reporte | - Ashour 80' | Asistencia: 1 000 espectadores Árbitro(s): Pierre Atcho | Asistencia: 1 000 espectadores Árbitro(s): Pierre Atcho |

| 1 de abril de 2025 | USM Alger | 0:1     | Orlando Pirates | Estadio 5 de julio de 1962, Argel, Argelia                 |                                                            |
| 20:00              |           | Reporte | - Nkota 65'     | Asistencia: 60 000 espectadores Árbitro(s): Mahmood Ismail | Asistencia: 60 000 espectadores Árbitro(s): Mahmood Ismail |

| 9 de abril de 2025 | Orlando Pirates | 0:0     | USM Alger | Estadio Orlando, Johannesburgo, Sudáfrica |                                    |
| 18:00              |                 | Reporte |           | Árbitro(s): Ibrahim Kalilou Traoré        | Árbitro(s): Ibrahim Kalilou Traoré |

| 1 de abril de 2025 | Pyramids                         | 4:1     | FAR Rabat    | Estadio 30 de Junio, El Cairo, Egipto                            |                                                                  |
| 21:00              | - Mayele 2', 12' - Adel 38', 67' | Reporte | - Hadraf 45' | Asistencia: 2 000 espectadores Árbitro(s): Omar Abdulkadir Artan | Asistencia: 2 000 espectadores Árbitro(s): Omar Abdulkadir Artan |

| 8 de abril de 2025 | FAR Rabat                | 2:0     | Pyramids | Estadio Honneur (Mequinez), Mequinez, Marruecos           |                                                           |
| 20:00              | - El Fahli 8' - Beya 82' | Reporte |          | Asistencia: 12 000 espectadores Árbitro(s): Ibrahim Mutaz | Asistencia: 12 000 espectadores Árbitro(s): Ibrahim Mutaz |

### Semifinales
| 19 de abril de 2025 | Mamelodi Sundowns | 0:0     | Al-Ahly | Estadio Loftus Versfeld, Pretoria, Sudáfrica                      |                                                                   |
| 15:00               |                   | Reporte |         | Asistencia: 40 000 espectadores Árbitro(s): Omar Abdulkadir Artan | Asistencia: 40 000 espectadores Árbitro(s): Omar Abdulkadir Artan |

| 25 de abril de 2025                                                                       | Al-Ahly       | 1:1     | Mamelodi Sundowns    | Estadio Internacional de El Cairo, El Cairo, Egipto      |                                                          |
| 19:00                                                                                     | - Mohamed 24' | Reporte | - Ibrahim 90' (a.g.) | Asistencia: 70 000 espectadores Árbitro(s): Dahane Beida | Asistencia: 70 000 espectadores Árbitro(s): Dahane Beida |
| Mamelodi Sundowns clasificó a la siguiente ronda gracias a la regla del gol de visitante. |               |         |                      |                                                          |                                                          |

| 19 de abril de 2025 | Orlando Pirates | 0:0     | Pyramids | Estadio Soccer City, Johannesburgo, Sudáfrica                         |                                                                       |
| 18:00               |                 | Reporte |          | Asistencia: 40 000 espectadores Árbitro(s): Pacifique Ndabihawenimana | Asistencia: 40 000 espectadores Árbitro(s): Pacifique Ndabihawenimana |

| 25 de abril de 2025 | Pyramids                        | 3:2     | Orlando Pirates            | Estadio 30 de Junio, El Cairo, Egipto                     |                                                           |
| 21:00               | - Mayele 45+1', 84' - Sobhi 57' | Reporte | - Mofokeng 41' - Nkota 52' | Asistencia: 2 000 espectadores Árbitro(s): Tanguy Mebiame | Asistencia: 2 000 espectadores Árbitro(s): Tanguy Mebiame |

### Final
| 24 de mayo de 2025 | Mamelodi Sundowns | 1:1     | Pyramids         | Estadio Loftus Versfeld, Pretoria, Sudáfrica               |                                                            |
| 15:00              | - Ribeiro 54'     | Reporte | - El Karti 90+4' | Asistencia: 50 000 espectadores Árbitro(s): Mahmood Ismail | Asistencia: 50 000 espectadores Árbitro(s): Mahmood Ismail |

| 1 de junio de 2025 | Pyramids                | 2:1     | Mamelodi Sundowns | Estadio 30 de Junio, El Cairo, Egipto                             |                                                                   |
| 20:00              | - Mayele 23' - Samy 56' | Reporte | - Rayners 75'     | Asistencia: 25 000 espectadores Árbitro(s): Omar Abdulkadir Artan | Asistencia: 25 000 espectadores Árbitro(s): Omar Abdulkadir Artan |

|                              |
| Bandera de Egipto            |
| Campeón Pyramids 1.er título |